# Mikhail Savicki

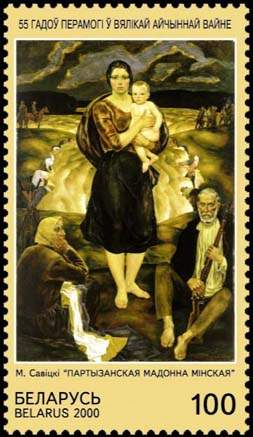
Selo bielorrusso com obra de Savicki

Mikhail Savicki (1922 - 8 de novembro de 2010) foi um pintor bielorrusso. Ele serviu no front oriental na Segunda Guerra Mundial a partir de 1941, mas foi capturado e não foi liberado até o final da guerra.